# Małusy Małe
Małusy Małe – wieś w Polsce położona w województwie śląskim, w powiecie częstochowskim, w gminie Mstów.
W dobie Sejmu Wielkiego Małusze Stare należały do powiatu lelowskiego.
W latach 1975–1998 miejscowość administracyjnie należała do województwa częstochowskiego. 
W skład Małus Małych wchodzą Małusy Rządowe i Małusy Szlacheckie.
W pobliżu miejscowości znajduje się wzgórze Skarzawa.